# Supercopa de Francia 2009
El Trophée des Champions 2009 o (Supercopa de Francia) fue un partido de fútbol que enfrentó el 27 de julio de 2009 al ganador de la Ligue 1 el Girondins de Burdeos contra el campeón de la Copa de Francia el EA Guingamp de la temporada anterior 2008/2009. El partido tuvo lugar por primera vez fuera de territorio francés y se disputó en Quebec, Canadá en el Estadio Olímpico de Montreal. La victoria se la adjudicó el actual campeón de la Ligue 1 el Girondins de Burdeos por 2 goles a 0, tantos marcados por Fernando Cavenaghi en el minuto 38 y de Fernando en el minuto 90+1. El partido fue seguido por 34 068 personas y los trofeos fueron entregados por el alcalde de la ciudad de Montreal el Sr. Gérald Tremblay, el presidente de la liga de fútbol francesa LFP Fréderic Thiriez y el presidente del Impact de Montréal equipo co-organizador del torneo Joey Saputo.

## Detalles
| 1          | POR        | Cédric Carrasso    |     |
| 3          | DEF        | Henrique           |     |
| 4          | MED        | Alou Diarra        |     |
| 8          | MED        | Yoann Gourcuff     |     |
| 9          | DEL        | Fernando Cavenaghi | 65' |
| 17         | MED        | Wendel             | 78' |
| 18         | MED        | Jaroslav Plašil    | 65' |
| 21         | DEF        | Mathieu Chalme     | 74' |
| 27         | DEF        | Marc Planus        |     |
| 28         | DEF        | Benoît Trémoulinas |     |
| 29         | DEL        | Marouane Chamakh   |     |
| Entrenador | Entrenador | Laurent Blanc      |     |

| 1          | POR        | Stéphane Trévisan  |     |
| 2          | DEF        | Yves Deroff        | 65' |
| 5          | DEF        | Mustapha Diallo    | 60' |
| 6          | DEF        | Bakary Koné        |     |
| 7          | DEL        | Sébastian Grax     |     |
| 18         | MED        | Fabrice Colleau    |     |
| 20         | MED        | Richard Soumah     | 68' |
| 23         | MED        | Igor Djoman        | 16' |
| 25         | MED        | Mouritala Ogunbiyi |     |
| 26         | MED        | Thibault Giresse   | 54' |
| 29         | DEF        | Luis Delgado       |     |
| Entrenador | Entrenador | Victor Zvunka      |     |

| 5  | MED | Fernando        | 65' |
| 6  | DEF | Franck Jurietti |     |
| 7  | DEL | Yoan Gouffran   | 65' |
| 10 | MED | Jussiê          | 78' |
| 11 | DEL | David Bellion   |     |
| 16 | POR | Ulrich Ramé     |     |
| 22 | MED | Grégory Sertic  |     |

| 10 | MED | Alharby El-Jadeyaoui | 54' |
| 11 | DEL | Hervé Bazile         | 68' |
| 14 | DEL | Mohamed Soly         |     |
| 16 | POR | Guillaume Gauclin    |     |
| 17 | CEN | Jugurtha Hamroun     |     |
| 21 | DEF | Thierry Argelier     | 68' |
| 33 | MED | Mael Illien          |     |

| Anotado | 38'   | Fernando Cavenaghi | 1-0 |
| Anotado | 90+1' | Fernando           | 2-0 |

| Árbitro             | Steve Depiero    |
| Árbitros asistentes | Daniel Belleau   |
| Árbitros asistentes | Nicolas Dubuc    |
| Cuarto árbitro      | Mathieu Bourdeau |

| 1          | POR        | Cédric Carrasso    |     |
| 3          | DEF        | Henrique           |     |
| 4          | MED        | Alou Diarra        |     |
| 8          | MED        | Yoann Gourcuff     |     |
| 9          | DEL        | Fernando Cavenaghi | 65' |
| 17         | MED        | Wendel             | 78' |
| 18         | MED        | Jaroslav Plašil    | 65' |
| 21         | DEF        | Mathieu Chalme     | 74' |
| 27         | DEF        | Marc Planus        |     |
| 28         | DEF        | Benoît Trémoulinas |     |
| 29         | DEL        | Marouane Chamakh   |     |
| Entrenador | Entrenador | Laurent Blanc      |     |

| 1          | POR        | Stéphane Trévisan  |     |
| 2          | DEF        | Yves Deroff        | 65' |
| 5          | DEF        | Mustapha Diallo    | 60' |
| 6          | DEF        | Bakary Koné        |     |
| 7          | DEL        | Sébastian Grax     |     |
| 18         | MED        | Fabrice Colleau    |     |
| 20         | MED        | Richard Soumah     | 68' |
| 23         | MED        | Igor Djoman        | 16' |
| 25         | MED        | Mouritala Ogunbiyi |     |
| 26         | MED        | Thibault Giresse   | 54' |
| 29         | DEF        | Luis Delgado       |     |
| Entrenador | Entrenador | Victor Zvunka      |     |

| 5  | MED | Fernando        | 65' |
| 6  | DEF | Franck Jurietti |     |
| 7  | DEL | Yoan Gouffran   | 65' |
| 10 | MED | Jussiê          | 78' |
| 11 | DEL | David Bellion   |     |
| 16 | POR | Ulrich Ramé     |     |
| 22 | MED | Grégory Sertic  |     |

| 10 | MED | Alharby El-Jadeyaoui | 54' |
| 11 | DEL | Hervé Bazile         | 68' |
| 14 | DEL | Mohamed Soly         |     |
| 16 | POR | Guillaume Gauclin    |     |
| 17 | CEN | Jugurtha Hamroun     |     |
| 21 | DEF | Thierry Argelier     | 68' |
| 33 | MED | Mael Illien          |     |

| Anotado | 38'   | Fernando Cavenaghi | 1-0 |
| Anotado | 90+1' | Fernando           | 2-0 |

| Árbitro             | Steve Depiero    |
| Árbitros asistentes | Daniel Belleau   |
| Árbitros asistentes | Nicolas Dubuc    |
| Cuarto árbitro      | Mathieu Bourdeau |